# Martin Kellogg
Martin Kellogg (* 15. März 1828 in Vernon, Connecticut; † 26. August 1903 in Berkeley) war ein US-amerikanischer Klassischer Philologe. Er war Professor an der University of California (seit ihrer Gründung) und von 1893 bis 1899 ihr Präsident.

## Leben
Martin Kellogg, der Sohn des Farmers Allyn Kellogg, studierte Theologie an der Yale University (B.A. 1850, M.A. 1853) und am Union Theological Seminary in New York (Th.D. 1854).
1855 ging Kellogg als Pfarrer der kongregationalistischen Kirche in die Kleinstadt Grass Valley in Kalifornien. 1861 wechselte er von seiner Gemeinde nach Berkeley, wo er am jungen College of California Latein, Griechisch und Mathematik unterrichtete. Er wurde 1862 zum Professor of Latin Language and Literature ernannt. Bei der Gründung der University of California (1869) wurde er als zweiter Professor berufen. Ab 1872 konzentrierte er sich auf lateinische Lehrveranstaltungen und unterrichtete kein Griechisch mehr.
Nachdem Kellogg 1890 zum kommissarischen Präsidenten der University of California ernannt worden war, unterbrach er seine Lehrtätigkeit. 1893 wurde er offiziell zum Präsidenten gewählt. 1899 trat er im Alter von 71 Jahren in den Ruhestand, setzte aber seine Lehrtätigkeit noch einige Jahre lang fort.

## Schriften (Auswahl)
- Latin Pronunciation. San Francisco 1864
- Ars Oratoria. New York 1872
- M. Tulli Ciceronis Brutus de Claris Oratoribus. New York 1889